# Song Renqiong

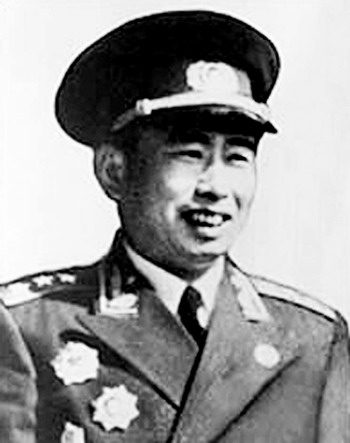
Song Renqiong, 1955.

Song Renqiong (chinesisch 宋任穷, Pinyin Sòng Rènqióng; * 11. Juli 1909 als Song Yunqin (宋韵琴,  Sòng Yùnqín) im Kreis Liuyang, Provinz Hunan, Chinesisches Kaiserreich; † 8. Januar 2005 in Peking, Volksrepublik China) zählt zu den Gründern der Volksrepublik China (VRCh) und war eine der wichtigsten Führungspersönlichkeiten der VRCh sowie der Kommunistischen Partei Chinas (KPCh). Er war unter anderem stellvertretender Vorsitzender des Beratungsausschusses beim ZK, Mitglied des Sekretariats, Vorsitzender der Organisationsabteilung und Mitglied des Politbüros der KPCh sowie stellvertretender Vorsitzender der Politischen Konsultativkonferenz des chinesischen Volkes (PKKCV). Er gilt als einer der „Acht Veteranen der KPCh“ der Deng-Xiaoping-Ära.

## Biografie

### Kindheit und Jugend
Song Renqiong wurde im Juli 1909 in Liuyang in einer Familie armer Bauern geboren. 1926 trat er in den Kommunistischen Jugendverband (KJV) ein und Ende des Jahres trat er zur KPCh über. Im gleichen Jahr wurde er Vorsitzender des Bauernkomitees des Bezirks Chonghe im Kreis Liuyang, Mitglied der Propagandaabteilung des Bezirksparteikomitees und Sekretär der Bezirksorganisation des KJV.
Im folgenden Jahr wurde er Parteivertreter in der 2. Brigade des 4. Regiments der Arbeiter- und Bauern-Freiwilligenarmee im Kreis Liuyang und nahm am Herbsternte-Aufstand teil. Nach der „Reorganisation von Sanwan“ (Sānwān gǎibiān 三湾改编, 29. September – 3. Oktober 1927) folgte er den Truppen von Mao Zedong ins Jinggangshan und wurde daraufhin nacheinander Mitglied des Politischen Ausschusses der Dritten Kolonne der 4. roten Armee, Politkommissar der 104. Regiments der 25. Division (12. rote Armee) sowie Politkommissar des 130. Regiments der 44. Division und nahm am fünften Feldzug der Roten Arbeiter- und Bauernarmee gegen die Einkreisungs- und Ausrottungsversuche der Guomindang teil. Nach dem Aufstand von Ningdu diente er nacheinander als Politkommissar der 38. Division der roten 5. Armee, als Politkommissar der 13. Division und als Leiter der örtlichen Arbeitsabteilung der Politischen Abteilung der roten 5. Armee.
1934 nahm er am Langen Marsch teil, wurde Politkommissar beim Kaderregiment der Zentralen Kolonne und führte gemeinsam mit Chen Geng (陈赓,  Chén Gēng) das Kaderregiment zum Schutz der Zentralen Militärkommission in der Schlacht bei der Überquerung des Wu Jiang und der Eroberung von Zunyi und anderen Städten. Im Mai 1935 besetzte er mit seinen Truppen Jiaopingdu (皎平渡,  Jiǎopíngdù) am Jinsha Jiang, um die Erste Rote Frontarmee bei der Überquerung des Flusses zu decken. Im Juni wurde die 1. Rote Frontarmee mit der 4. Roten Frontarmee zusammengelegt und der Kader wurde in die Sonderkurs-Akademie und die Nachhut-Akademie der Roten Armee sowie in die Akademie der Roten Armee reorganisiert, und Song Renqiong wurde ihr Politkommissar. Als die Rote Armee Nord-Shaanxi erreichte, wurde er Politkommissar der 28. Division und nahm gemeinsam mit Liu Zhidan (刘志丹,  Liú Zhìdān) am Ostfeldzug teil. Nachdem Liu im Kampfe gefallen war, übernahm Song das Kommando der 28. Division. 1936 wurde er Leiter des Organisationsausschusses der Politischen Abteilung und Leiter der Politischen Abteilung des Westlichen Entsatzes.

### Widerstandskrieg gegen Japan

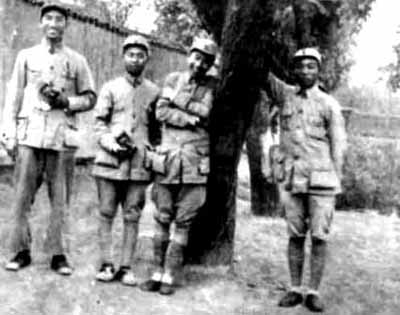
V. l. n. r.: Xu Xiangqian, Fu Zhuting (符竹庭 (Fú Zhútíng)), Song Renqiong und Xiao Hua (萧华 (Xiāo Huá)), die Verantwortlichen der Vorhut der 8. Marscharmee gegen die japanischen Truppen, 1938 in Nangong (Hebei).

Bei Ausbruch des Widerstandskrieges gegen Japan wurde Song Renqiong stellvertretender Leiter der Abteilung für politische Bildung und stellvertretender Leider der politischen Abteilung der 129. Division der 8. Marscharmee. Im März 1938 führte er seine Truppen nach Süd-Hebei, war an der Gründung der Widerstandsbasis der Nordchinesischen Ebene beteiligt, wurde Politkommissar der Ostkolonne der 8. Marscharmee, Kommandant und Politkommissar des Militärbezirks Süd-Hebei, Sekretär des Parteikomitees von Süd-Hebei, stellvertretender Leiter und später Leiter der Zivilverwaltung von Süd-Hebei; während dieser Zeit wurden die Kreisstädte Guangzong, Pingxiang, Yongnian und Feixiang von der Roten Armee zurückerobert. 1940 nahm er führend an der Hundert-Regimenter-Offensive teil und führte den Hauptangriff gegen eine wichtige Eisenbahnverbindung. 1943 wurde er Kommandant und stellvertretender Politkommissar des Militärbezirks Nordchinesische Ebene sowie Leiter und stellvertretender Sekretär des Büros der Organisationsabteilung für die Nordchinesische Ebene.

### Zweiter Bürgerkrieg

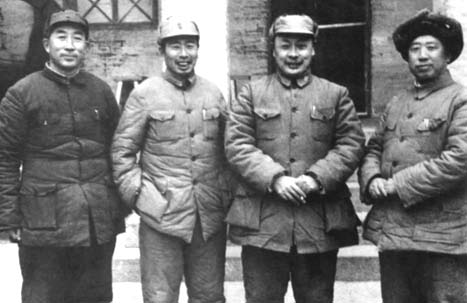
Bo Yibo, Song Renqiong, Chen Yi und Teng Daiyuan (滕代远 (Téng Dàiyuǎn)) während des Zweiten Bürgerkrieges.

Während des Zweiten Bürgerkrieges war Song Renqiong stellvertretender Vorsitzender der politischen Abteilung des Militärbezirks Shanxi-Hebei-Shandong-Henan, Politkommissar der Zweiten Kolonne der Shanxi-Hebei-Shandong-Henan-Feldarmee, Leiter der Organisationsabteilung beim Zentralbüro von Shanxi-Hebei-Shandong-Henan, Sekretär des Zweigbüros des ZK für Henan-Anhui-Jiangsu und Politkommissar des Militärbezirks Henan-Anhui-Jiangsu, Mitglied des Komitees der Mittelchinesischen Ebene und Dritter stellvertretender Politkommissar der Ostchinesischen Feldarmee. 1949 wurde er Sekretär des Provinzparteikomitees von Anhui, Vorsitzender der Provinzregierung und Politkommissar des Militärbezirks Anhui; damit war er für den Nachschub für die Schlacht zur Überquerung des Jangtse (Dù Jiāng zhànyì 渡江战役) verantwortlich. Im April wurde er stellvertretender Sekretär des Stadtkomitees und stellvertretender Vorsitzender der Militärverwaltungskommission von Nanjing und unterstützte Liu Bocheng bei der Übernahme seiner Tätigkeit. Im Juni wurde das Südwest-Hilfsregiment der Chinesischen Volksbefreiungsarmee (VBA) gegründet; Song übernahm das Kommando und stieß durch Henan und Hunan nach Südwestchina vor.

### Volksrepublik China

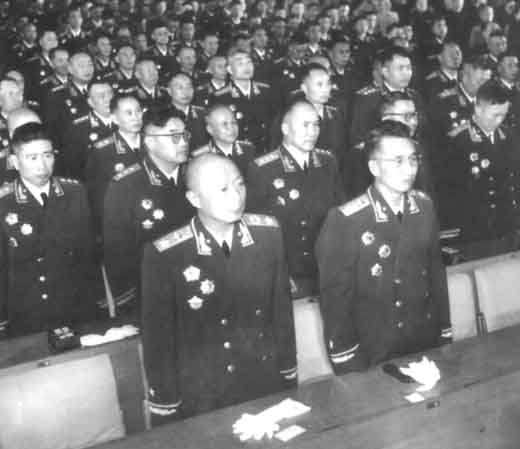
Song Renqiong (ganz links in der zweiten Reihe) bei einer Ehrung im Jahr 1955.

Nach der Gründung der VRCh wurde Song Renqiong Politkommissar des 4. Korps der Zweiten Feldarmee, Erster Sekretär des Provinzkomitees der KPCh von Yunnan, Politkommissar des Militärbezirks Yunnan und stellvertretender Politkommissar des Südwest-Militärbezirks; damit war er für die Festlegung der Politik gegenüber den ethnischen Minderheiten in Südwestchina verantwortlich. 1954 wurde Song Mitglied des ZK sowie stellvertretender Sekretär des ZK, stellvertretender Vorsitzender der Organisationsabteilung beim ZK, Erster stellvertretender Vorsitzender der Zentralen Kaderabteilung der Volksbefreiungsarmee und beriet Luo Ronghuan (罗荣桓,  Luō Rónghuán) bei dessen Tätigkeit als Leiter der Zentralen Kaderabteilung der Militärkommission. 1955 wurde er zum General ernannt, erhielt den Orden der 8. Marscharmee (Bā-yī xūnzhāng 八一勋章) ersten Ranges, den Orden für Unabhängigkeit und Freiheit (Dúlì zìyóu xūnzhāng 独立自由勋章) ersten Ranges und den Befreiungsorden (Jiěfàng xūnzhāng 解放勋章) ersten Ranges. Im November übernahm er die Leitung des Dritten Maschinenbauministeriums (später Zweites Maschinenbauministerium) und war der wichtigste Verantwortliche für die Leitung der Kerntechnik in China. 1960 wurde er Erster Sekretär des Nordostbüros des ZK der KPCh und Erster Politkommissar des Militärbezirks Shenyang. Während der Kulturrevolution wurde er verfolgt.
Im Oktober 1977 übernahm Song Renqiong die Leitung des Siebten Maschinenbauministeriums und wurde gleichzeitig dessen Parteisekretär. Im Dezember 1978 wurde er Vorsitzender der Organisationsabteilung beim ZK und somit für die Umsetzung der Personalpolitik, für die „Aufhebung von ungerechten und falschen Urteilen“ (píngfǎn 平反) etc. verantwortlich. Ende 1982 war die Sachbearbeitung und Rehabilitierung in den Fällen von 2,3 Millionen Kadern, die während der Kulturrevolution verfolgt worden waren, abgeschlossen und historische Fehlurteile gegen 1,2 Millionen Menschen wurden erneut überprüft. Im Februar 1980 wurde Song zum Mitglied des Sekretariats beim ZK der KPCh gewählt. Auf dem XII. Parteitag der KPCh wurde er zum Mitglied des Politbüros gewählt; später wurde er Mitglied des Ständigen Ausschusses und stellvertretender Vorsitzender des Beratungsausschusses beim ZK. 1985 schied er gemeinsam mit Deng Yingchao, Wang Zhen und anderen aus dem Politbüro und aus dem Zentralkomitee aus. Später diente er als Ehrenvorsitzender des Chinesischen Volleyballverbandes. 2005 starb er im Alter von 94 Jahren. Er wird in China offiziell als „großer proletarischer Revolutionär und hervorragender Führer der Kommunistischen Partei Chinas“ tituliert.

## Familie
Song Renqiong kam in einer armen Familie zur Welt. Er war der Jüngste von vier Brüdern und einer Schwester. Der älteste wurde nach dem Putsch vom 21. Mai 1927 (Mǎ rì shìbiàn 马日事变) getötet, der zweite starb an Pleuritis. Song wurde unter dem Einfluss dieser beiden Brüder Revolutionär. Schon vor dem Langen Marsch lernte er seine spätere Frau Zhong Yuelin (锺月林,  Zhōng Yuèlín) kennen, und als sie 1935 Nord-Shaanxi erreichten, vermittelte Qiu Yihan (邱一涵,  Qiū Yīhán) die Ehe der beiden, die siebzig Jahre dauern sollte. Das Paar hatte sieben Kinder: den ältesten Sohn Song Kehuang (宋克荒,  Sòng Kèhuāng), den zweitältesten Song Jingbo (宋京波,  Sòng Jīngbō), die älteste Tochter Song Qin (宋勤,  Sòng Qín), die zweitälteste Song Binbin (宋彬彬,  Sòng Bīnbīn, auch: Song Yan 宋岩,  Sòng Yán, und von Mao Zedong „Song Yaowu“ 宋要武,  Sòng Yàowǔ genannt), die drittälteste Song Zhenzhen (宋珍珍,  Sòng Zhēnzhēn), die viertälteste Song Zhaozhao (宋昭昭,  Sòng Zhāozhāo) und die jüngste Song Yuefei (宋月飞,  Sòng Yuèfēi).